# Tjeldsund
Tjeldsund (en sami septentrional: Dielddanuorri) és un municipi situat al comtat de Troms, Noruega. Té 1,259 habitants (2018) i la seva superfície és de 318.17 km². El centre administratiu del municipi és el poble de Hol i Tjeldsund. Els altres pobles del municipi són Fjelldal, Myklebostad i Ramsund.
Tjeldsund es troba al comtat de Nordland, a la frontera amb el comtat de Troms. Tjeldsund es troba principalment a l'illa de Tjeldøya, que és banyada per l'Ofotfjorden al sud, l'estret de Tjeldsundet a l'oest i al nord, i l'estret de Ramsundet a l'est. L'illa està connectada al continent pel pont de Ramsund. La resta del municipi és una petita àrea situada al continent, a l'est de Tjeldøya, i una altra petita àrea a l'illa d'Hinnøya al nord de Tjeldøya. Els municipis d'Evenes (a Nordland) i Skånland (a Troms) es troben a l'est de Tjeldsund, Harstad i Kvæfjord (a Troms) al nord, Lødingen a l'oest, i Ballangen al sud.